# Hans Joachim Dreyer
Hans Joachim Dreyer (* 1. Juni 1914; † 4. Oktober 1980 in Stuttgart) war ein deutscher Informatiker.

## Leben
Dreyer studierte Ingenieurwissenschaften an der Technischen Universität Darmstadt. Im Jahre 1939 wurde er vom dortigen Institut für Praktische Mathematik zusammen mit Wilfried de Beauclair zur Firma Ott in Kempten entsendet, wo sie eine neuartige elektromechanische Schneidenrad-Integrieranlage zum Lösen von Differentialgleichungen, die DGM-IPM-Ott entwickelten, von der sich noch Baugruppen im Bestand des Deutschen Museums München befinden.
Im Jahre 1948 war Dreyer der engste Mitarbeiter von Alwin Walther am Institut für Praktische Mathematik. Seine Promotion schloss er 1950 ab. Danach war er maßgeblich an der Entwicklung des Röhrencomputers DERA beteiligt.
In der Nachrichtentechnischen Gesellschaft leitete Dreyer zeitweilig den Fachausschuss „Informationsverarbeitung“.
Im Jahre 1956 wechselte Dreyer zur Standard Elektrik Lorenz. Dort leitete er die Entwicklung des volltransistorisierten Computers SEL ER 56, der ebenso wie die etwa zeitgleich entwickelten Computer Siemens 2002 und Z22 von Konrad Zuse im Auftrag der Deutschen Forschungsgemeinschaft entstand.
Seit Gründung der Zeitschrift „Elektronische Rechenanlagen“ im Jahre 1959 war Dreyer ein wesentlicher Mitarbeiter.

## Publikationen
- Mathematische Maschinen und Instrumente. Instrumentelle Verfahren. In: Applied Mathematics 1, FIAT review of German science 1939–1946. S. 129–165. Zus. m. Alwin Walther, Wiesbaden, 1948.
- Patent: „Dezimale Multipliziereinrichtung mit Vervierfacher“
- Grundgedanken und Entwicklungsstand des Darmstädter Rechenautomaten. Zeitschrift für Angewandte Mathematik und Mechanik 32, 1952, H. 8. Fünf Berichte in Nachrichtentechnische Fachberichte Bd. 4, 1956.
- Der Darmstädter elektronische Rechenautomat DERA, in: Elektronische Rechenmaschinen und Informationsverarbeitung. In: Nachrichtentechnische Fachberichte Bd. 4, 1956.
- Der Elektronische Rechenautomat ER 56. Zus. m. Rolf Basten. In: Elektronische Rechenanlagen, Bd. 1, H. 2, 1959.